# Tina Trompter

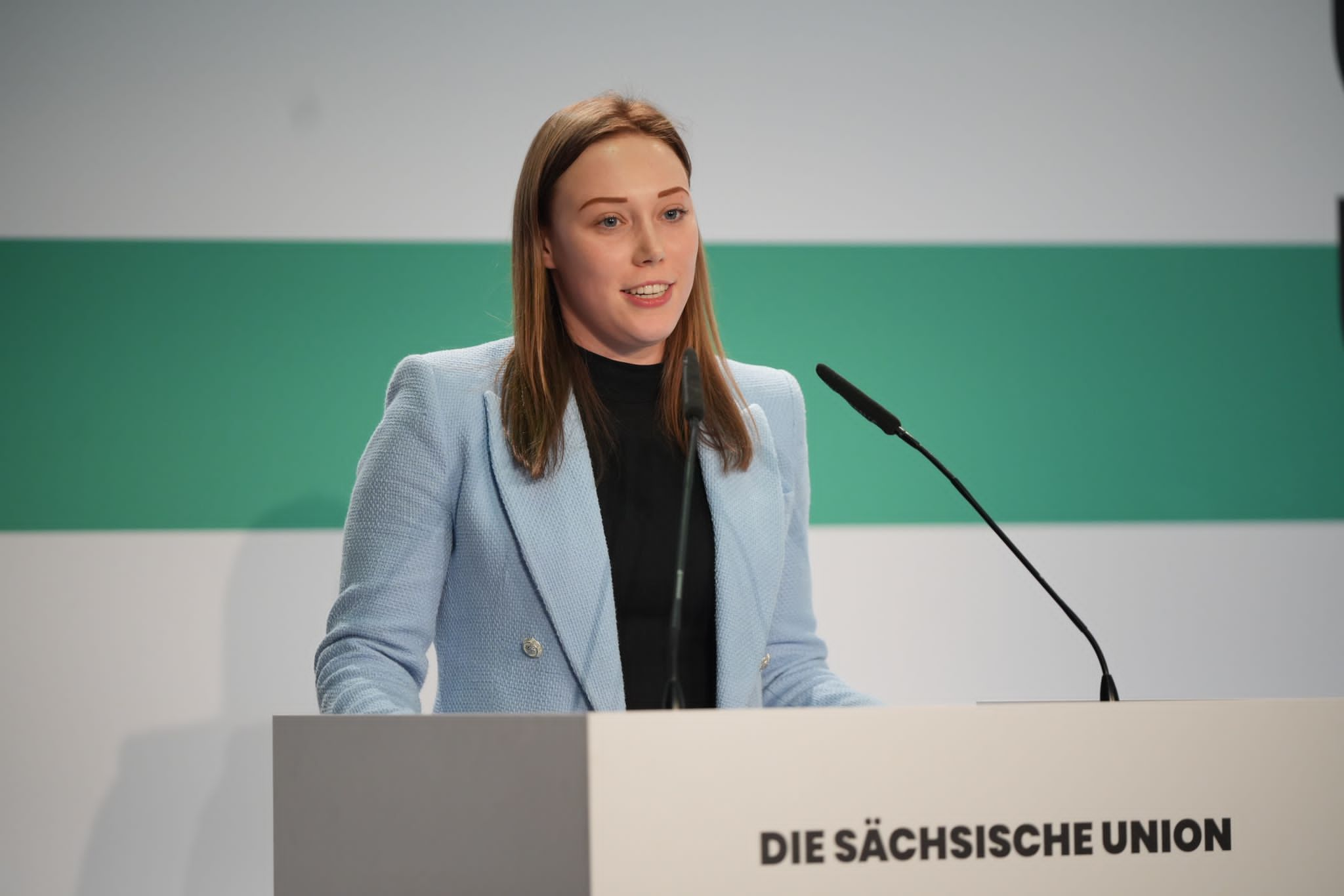
Tina Trompter

Tina Trompter (* 6. Februar 2001 in Leipzig) ist eine deutsche Politikerin (CDU). Seit 2024 ist sie Abgeordnete des Sächsischen Landtags.

## Leben
Von 2017 bis 2019 war Tina Trompter als Mitglied im Leipziger Jugendparlament aktiv. Bei der Wahl 2017 erhielt sie stadtweit die zweitmeisten Stimmen der Kandidaten. Tina Trompter legte 2019 das Abitur am Werner-Heisenberg-Gymnasium in Leipzig-Möckern ab. Anschließend studierte sie Wirtschaftswissenschaften und Psychologie an der Martin-Luther-Universität Halle-Wittenberg. Von 2022 bis 2024 studierte Trompter an der Universität Leipzig Betriebswirtschaftslehre. Dieses Studium schloss sie erfolgreich als Master of Science ab. Die Politikerin wohnt in Schkeuditz in Nordsachsen. Tina Trompter war als Kampfrichterin beim Sächsischen Schwimmverband e.V. tätig.

## Politik
Tina Trompter trat 2017 in die Junge Union und 2018 in die CDU ein. Außerdem ist sie Mitglied der Frauen Union, der Mittelstands- und Wirtschaftsunion sowie der Land-Union. Seit 2023 ist sie Beisitzerin im CDU-Kreisvorstand Nordsachsen. Am 3. November 2023 wurde Tina Trompter als CDU-Direktkandidatin für den Wahlkreis Nordsachsen 1 nominiert. Dabei setzte sie sich gegen den langjährigen Leipziger Landtagsabgeordneten Robert Clemen durch. Bei der Landtagswahl in Sachsen 2024 gewann sie mit 39,8 Prozent der Erststimmen das Direktmandat im Wahlkreis. Seit der Konstituierung des Sächsischen Landtages am 1. Oktober 2024 ist sie Mitglied des Landtages. Tina Trompter ist somit die jüngste Abgeordnete in der 8. Legislaturperiode.
Im Landtag gehört sie als Mitglied dem Ausschuss für Schule und Bildung, dem Ausschuss für Umwelt und Landwirtschaft sowie dem Petitionsausschuss an. Außerdem ist Trompter Mitglied der Enquete-Kommission „Kommunalhaushalte“.
Am 23. Oktober 2024 wurde Tina Trompter zur Vorsitzenden des CDU-Stadtverbandes Schkeuditz gewählt.